# Phaselia serrularia
Phaselia serrularia là một loài bướm đêm trong họ Geometridae.